# Paralelapia
Paralelapia is een geslacht van sponsdieren uit de klasse van de Calcarea (kalksponzen).

## Soort
- Paralelapia nipponica (Hara, 1894)